# Takakia lepidozioides
Takakia lepidozioides, vrsta mahovnjače iz porodice Takakiaceae. Prirodni habitat su joj stijene, često u blizini slapova, kao što je Jervis Inlet, u Britanskoj Kolumbiji, nadalje ima je i na Aljaski i azijskim otocima Borneo, Tajvan;, Hokkaido, te u Nepalu.

## Sinonimi
- Lepidozia ceratophylla Mitt.